# Phaeotabanus innotescens
Phaeotabanus innotescens är en tvåvingeart som först beskrevs av Walker 1854.  Phaeotabanus innotescens ingår i släktet Phaeotabanus och familjen bromsar. Inga underarter finns listade i Catalogue of Life.